# Масов, Рахим Масович
Рахим Масович Масов (тадж. Раҳим Масов; 16 ноября 1939, Мдехарв, Ванчский район, Горно-Бадахшанская автономная область, Таджикская ССР — 21 июня 2018, Душанбе, Республика Таджикистан) — советский и таджикский учёный, доктор исторических наук (1983), профессор (1990), действительный член Национальной академии наук Таджикистана (1994), директор Института истории, археологии и этнографии имени А. Дониша НАН Таджикистана (1988—2015), член президиума НАН Таджикистана (2010—2018), директор Национального музея древностей Таджикистана (2015—2018).

## Биография
Рахим Масович Масов родился 16 ноября 1939 года в кишлаке Мдехарв Рованд в Верхнем Вандже Горно-Бадахшанской автономной области Таджикской ССР (ныне Ровандский джамоат, Ванчский район, тадж. ноҳияи Ванҷ, Республики Таджикистан), в семье дехканина Тегакова Мас тадж. Теғаков Мас. В 1946 году пошёл в школу к. Мдехарв, с 1949 года находился в Ванчском детском доме, затем в Хорогском детском доме до 1951 года. В 1951 году был отправлен в Сталинабадский республиканский дом одарённых детей, одновременно учился в таджикско-узбекской средней школе № 15, которую окончил в 1956 году.
Выпускник исторического факультета Таджикского государственного университета им В. И. Ленина (1956—1961).
По завершении учёбы в ТГУ им. В. И. Ленина был направлен в 1961 году в [[Институт истории, археологии и этнографии имени А. Дониша|Институт истории, археологии и этнографии имени А. Дониша АН Таджикской ССР[[, где проработал старшим лаборантом по 1964 год, затем там же аспирант с 1964 по 1967 годы. Одновременно работал и. о. младшего научного сотрудника, затем с 1965 по 1968 годы младшим научным сотрудником этого же института.
В 1967 году защитил кандидатскую диссертацию на тему «Историография социалистической реконструкции сельского хозяйства и дальнейшего развития колхозного строительства в Таджикистане».
С 1969 по 1970 годы работал и. о. старшего научного сотрудника, затем с 1970 по 1974 годы старшим научным сотрудником Института истории, археологии и этнографии имени А. Дониша АН Таджикской ССР.
С 1974 по 1988 годы зав. сектором истории советского общества Института истории, археологии и этнографии имени А. Дониша АН Таджикской ССР. Член КПСС с 1976 года.
В 1983 году защитил докторскую диссертацию на тему «Историография социалистического строительства в Таджикистане».
С 1988 по 2015 годы работал директором Института истории, археологии и этнографии имени А. Дониша АН Республики Таджикистан, в этот период наряду с научной деятельностью он занимался педагогической (профессор с 1990 г.), организаторской, научной и общественной деятельностью.
После завершения межтаджикского переговорного процесса (1994—1997) в период гражданской войны в Таджикистане (1992—1997) Р. М. Масов являлся одним из активных участников Комиссии по национальному примирению, членом подкомиссии по политическим вопросам, деятельность которой приходилась на период с 15 сентября 1997 по 1 апреля 2000 годов.
Р. М. Масов — инициатор, создатель «Общественного научно-исследовательского фонда академика Рахима Масова» и «Дом-музея и библиотеки академика Рахима Масова» в 2008 году.
С 2015 года и до своей смерти работал директором Национального музея древностей Таджикистана:

Я создал Национальный музей древностей. Замечательный музей, там только подлинные экспонаты, сохранившиеся с древнейших времен и найденные на территории Таджикистана. Реставрировать помогали в Эрмитаже, в Санкт-Петербурге, у нас договор на совместную работу. И они нам, кстати, помогают обучать наших таджикских реставраторов. У нас есть своя реставрационная лаборатория, оснащенная по последнему слову мировой науки, нам её японцы помогали строить. А знаете, благодаря кому она появилась? Владимиру Владимировичу Путину.— 
Избран член-корреспондентом АН Таджикской ССР (1991), присвоено звание профессора за научно-педагогическую деятельность (ТГПИ им. Т. Г. Шевченко, 1990), избран действительным членом (академиком) Академии наук Республики Таджикистан (1994), член Президиума АН Республики Таджикистан с 2010 и до того, как скончался.
Организовывал и проводил международные, региональные конференции, симпозиумы, семинары. Читал лекции перед различными аудиториями НИИ, ВУЗов, министерств и ведомств Республики Таджикистан, в том числе читал курс лекций в Нью-Йоркском университете США «Геополитическое положение Республики Таджикистан (история, современность и будущее)» — по приглашению (1996).
Являлся автором свыше 500 научных и научно-популярных исторических работ, из них четырнадцать монографий.
Умер 21 июня 2018 года в городе Душанбе, похоронен на кладбище «Лучоб».

## Членство
- член Комиссии по изучению исторических памятников Таджикистана (1990—2018),
- член бюро Отделения общественных наук АН Таджикской ССР (1991—2018),
- главный редактор научно-популярного и культурно-просветительского журнала «Мероси ниёгон» («Наследие предков») (1991—2013),
- член Комитета по присуждению Государственной премии Республики Таджикистан имени Абуали ибн Сино (1991—2018),
- член Национального комитета Республики Таджикистан по делам ЮНЕСКО (1991—2018),
- член Комиссии о внесении изменений и дополнений в Постановление Верховного Совета Республики Таджикистан «О государственных символах РТ» (1993—2018),
- член Общественного совета при Президенте Республики Таджикистан (1996—2018),
- член Комиссии по национальному примирению (1995—1997),
- член Общества дружбы Таджикистан-Франция (1997—2018),
- член Оргкомитета по подготовке и проведению Симпозиума, посвящённого 1100-летию государства Саманидов (1999),
- член Высшего Совета «Международного евразийского движения» А. Дугина (2003)[3],
- переизбран председателем Специализированного совета по защите докторских диссертаций при ИИАиЭ им А. Дониша АН Республики Таджикистан (2005),
- председатель Оргкомитета по проведению Второго совещания директоров Институтов истории Академий наук стран Содружество Независимых Государств в Душанбе на тему «Острые и дискуссионные проблемы истории народов бывших советских республик» (IX 2006),
- Сопредседатель Международной Ассоциации Институтов истории стран СНГ (2007—2018),
- член редколлегии журнала «Историческое пространство (проблемы истории стран СНГ)», издаётся в Москве «Издательством „Наука“» (2007—2018),
- председатель "Общества по охране и защите исторических и культурных памятников Таджикистана (2007)
- главный редактор научного журнала «Муаррих» («Историк») (2015)[3][4][5][11].

## Участие в конференциях
- участвовал и выступал c докладом «Таджикистан в годы Великой Отечественной войны» на Всесоюзной научной конференции «Изучение истории Великой Отечественной войны» в Москве (1975),
- участник III форума таджиков мира (1996),
- участник Международной конференции «Религия зороастризма и её место в истории таджикского народа» (представитель оргкомитета, г. Душанбе, 1996),
- участвовал и выступал c докладом на Республиканской научно-теоретической конференции, посвященной 120-летию со дня рождения Нусратулло Максума (2001),
- участник Конгресса неправительственных организаций по вопросу сотрудничества в сфере науки, культуры, образования в Санкт-Петербурге (2005),
- участвовал и выступал c докладом «Острые и дискуссионные проблемы истории народов Средней Азии и Казахстана на современном этапе» на Первом совещании Международной Ассоциации директоров Институтов истории Академий наук стран СНГ в Москве (XII 2005),
- участвовал и выступал на региональном семинаре, посвящённом Международному наследию Великого шёлкового пути (Душанбе, IV, 2007),
- участвовал и выступал на встрече по всемирному наследию Аджина-тепа (VIII 2007),
- участвовал и выступал на открытии международного семинара «Консервация и реставрация настенной живописи Центральной Азии», организованного ИИАиЭ АН Республики Таджикистан и Национальным исследовательским Институтом культурных ценностей Токио (Япония), (2008),
- участвовал в работе Совещания руководителей Институтов истории Академий наук стран СНГ в г. Москве (2010),
- участвовал и выступал c докладом «Ратный и трудовой подвиг таджикистанцев в Великой Отечественной войне» на международном конгрессе «Победа над фашизмом в 1945 году: её значение для народов СНГ и мира», посвящённом 65-летию Победы в Великой Отечественной войне в Москве (2010),
- участвовал и выступал c докладом на Республиканской научно-теоретической конференции, посвящённой 130-летию со дня рождения Нусратулло Максума: «Нусратулло Максум — основатель таджикской советской государственности» (2011),
- Выступил на Пленарном заседании Международной конференции «Полтора века общего пути», посвящённой 150-летию присоединения Средней Азии к России (2014).
- участвовал и выступал c докладом «Таджикистан в Великой Отечественной войне» на Международной конференции, посвящённой 70-летию Победы в Великой Отечественной войне в Москве (IV 2015)[4][5][11].

## Награды и звания
- Орден Спитамен (1999),
- Орден Дружбы (Таджикистан) (2001),
- Орден «Звезда Президента Таджикистана» I степени «за выдающиеся заслуги в развитии истории, подготовке научного потенциала и развитие общественно-исторической культуры» (2009)[3][8],
- Орден Дружбы (10 апреля 2000 года, Россия) — за большой вклад в развитие сотрудничества между Россией и Таджикистаном[9],
- Медаль «10 лет XVI сессии Верховного Совета Республики Таджикистан двенадцатого созыва» (2002),
- Медаль «20 лет Независимости Республики Таджикистан» (2011)
- Почётная грамота Верховного Совета Таджикской ССР (1987),
- Лауреат Государственной премии имени Абуали ибн Сино (2013),
- Лауреат Межгосударственной премии «Звёзды Содружества» (2012)[6][7][8],
- Знак Почёта АН Республики Таджикистан (2009)[3][4][5][6][7][8][9].

## Семья
- Отец — Тегаков Мас тадж. Теғаков Мас (1912—1953) — уроженец кишлака Мдехарв Верхнего Ванджа, Памирская волость, Ферганская область (Российская империя), в период Советской власти был колхозником колхоза им. Куйбышева.
- Мать — Давлатова Салима (1915—1993) — уроженка к. Мдехарв Верхнего Ванджа, работала колхозницей колхоза им В. В. Куйбышева.
- Жена — Шафигулина Флёра Хасановна (1945—2008) — выпускница Душанбинского финансово-экономического техникума, работала в системе торговли г. Душанбе.
- Дети: сыновья — Масов Наим Рахимович (р. 1961), Масов Зафар Рахимович (р. 1966) и дочь — Масова Наргис Рахимовна (1974—199?) — училась в ТГУ им В. И. Ленина[4].

## Память
- Ушел из жизни академик Рахим Масов, видный таджикский ученый НИА Таджикистана «Ховар»
- Сегодня в Душанбе скончался академик Рахим Масов «ASIA-Plus»
- Рахим Масов, выдающийся деятель науки Таджикистан «Rus.ozodi.org»

- Имя присвоено горе на Памире, в Таджикистане (б. гора «пик Ленинград»).

## Некоторые публикации
- Масов Р. М. Историография Советского Таджикистана (1917-1975). — Душанбе: Дониш, 1978. — 200 с. — 1250 экз.
- Масов Р. М., Абулхаев Р. А. Культурное возрождение Таджикистана. — Душанбе: Ирфон, 1985. — 122 с. — 2000 экз.
- Масов Р. М. Великий Октябрь в исторических судьбах таджикского народа. — Душанбе: Ирфон, 1987. — 252 с. — 3000 экз.
- Масов Р. М. История исторической науки и историография социалистического строительства в Таджикистане. — Душанбе: Дониш, 1988. — 316 с. — 800 экз.
- Масов Р. М. История топорного разделения. — Душанбе: Ирфон, 1991. — 192 с. — 3000 экз. — ISBN 5-667-00756-8. Мичиганский университет (Оцифровано 24 октября 2007)
- Масов Р. М. Таджики: история с грифом "совершенно секретно". — Душанбе: Центр издания культурного наследия, 1995. — 200 с. — 3000 экз. Книга переиздана во Франции
- Масов Р. М. Таджики: вытеснение и ассимиляция. — Душанбе: Дониш, 2004. — 176 с. — 5000 экз.
- Масов Р. М. Актуальные проблемы историографии и истории таджикского народа. — Душанбе: Пайванд, 2005. — 288 с. — 5000 экз.
- Масов Р. М. Таджики: история национальной трагедии. — Душанбе: Ирфон, 2008. — 535 с. — 2000 экз. — ISBN 978-99947-59-24-8. English Version: The History of a National Catastrophe, by Rahim Masov. Iraj Bashiri (Translator) Manufactured in the United States of America ISBN 0-915327-07-4
- Масов Р. М. Некоторые публикации. — Российская государственная библиотека.
- Масов Р. М. Некоторые публикации. — Российская национальная библиотека.
- Масов Р. М. Некоторые публикации. — Генеральный алфавитный каталог книг на русском языке (1725 - 1998).
- Masov R. M. Некоторые публикации. — Stanford University Libraries.